# 當愛情遇上科學家
《當愛情遇上科學家》（英語：Fall in Love With A Scientist）是2021年中國大陸網絡劇，改編自晉江文學城作家葉落無心的同名小說。由導演陳家霖總執導，劉以豪、周雨彤領銜主演。該剧于2020年11月6日在廈門舉行開機儀式，於2021年1月21日殺青。2021年9月25日在愛奇藝和騰訊視頻播出。

## 播放平台
| 频道/影音       | 所在地   | 播出日期      | 播出时间 |
| --------------- | -------- | ------------- | -------- |
| 愛奇藝/騰訊視頻 | 中国大陆 | 2021年9月25日 |          |

## 劇情簡介
根據葉落無心同名小說改編，講述了迷糊女學生和腹黑男老師之間溫馨輕松的愛情故事。

## 演员列表

### 主要演员
| 演員   | 角色                | 介紹                                                            |
| 劉以豪 | 楊嵐航              | 科學家，博士生導師，白凌凌的網友兼師哥，喜歡008(白凌凌的網名)。 |
| 周雨彤 | 白凌凌 原名：史諾凌 | 博士生，專業為材料學，喜歡永遠有多遠(楊嵐航的網名)。            |

### 其他演员
| 演員   | 角色     | 介紹                                                                 |
| 戴景耀 | 歐陽伊凡 | 楊嵐航的表弟，歐陽尹凡的雙胞胎弟弟。喜歡關瀟鬱。負責市場對接。       |
| 戴景耀 | 歐陽尹凡 | 楊嵐航的表弟，歐陽伊凡的雙胞胎哥哥，喜歡崔靜。實驗室成員。專注科研。 |
| 曹曦月 | 關瀟鬱   | 白凌凌的好閨密。                                                     |
| 吳崇軒 | 鄭明皓   | 白凌凌的朋友，喜歡白凌凌。                                           |
|        | 崔靜     | 歐陽尹凡的助手，實驗室成員，喜歡歐陽尹凡，能夠讀懂他的每一句話。     |
| 張珂   | 張易安   | 楊嵐航的好友，實驗室成員。                                           |
| 傅韻哲 | 翟青亦   | 楊嵐航的迷弟，實驗室成員。                                           |
| 王鈞浩 | 耿攀攀   | 關瀟鬱的師弟，喜歡關瀟鬱。                                           |
| 張雨劍 | 李醫生   | 懷海地一醫院心外科醫生，楊嵐航的主治醫生。                           |
| 麥迪娜 | 李菲菲   | 女明星。                                                             |
| 葉世榮 | 葉世榮   |                                                                      |